# PubSubHubbub

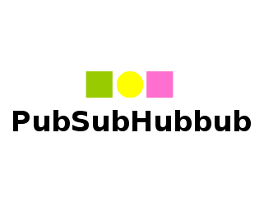
Logo di PubSubHubbub

PubSubHubbub è un protocollo open source per la notifica di contenuti publish/subscribe via Internet. Fornisce un sistema di notifica real-time per la pubblicazione o modifica di contenuti, senza le quali un client (ad esempio un feed reader) è costretto a fare il polling del server a intervalli periodici per verificare la presenza di nuovi contenuti. Progettato inizialmente come estensione dei protocolli Atom e RSS, oltre che per i feed può essere usato per qualsiasi contenuto accessibile via HTTP.

## Protocollo
PubSubHubbub prevede l'interazione di produttori di contenuti, lettori e hub. Il servizio che pubblica le risorse (ad esempio un feed RSS) include un riferimento all'hub PubSubHubbub. Il lettore che supporta il protocollo ed effettua sottoscrizione alle pubblicazioni ispeziona il contenuto della risorsa e trova il riferimento all'hub, al quale a sua volta si iscrive come lettore. L'hub viene informato della disponibilità di nuovi contenuti dal servizio che pubblica la risorsa stessa, tramite una richiesta POST al suo server, e a sua volta notifica al lettore la disponibilità di nuovi contenuti tramite un meccanismo di webhook.
Pubsubhubbub include un meccanismo di verifica per gestire sottoscrizioni a servizi privati o protetti e impedire sottoscrizioni abusive. L'hub risponde alle richieste di sottoscrizione con un messaggio di verifica, e procede solo se riceve una risposta positiva dal client.
I client condividono un token segreto con l'hub, usato per calcolare una chiave HMAC che permette al client di verificare che i contenuti provengano effettivamente dall'hub.

## Impiego
PubSubHubbub è usato da molti siti web, tra i quali tutti i blog su blogger.com e WordPress.com, siti di news come CNN e Fox News e social network come diaspora*, Tumblr e MySpace. Tra i feed reader che supportano il protocollo vi sono Flipboard, Feedly, Newsblur e The Old Reader. Tra gli host di hub, vi sono pubsubhubbub.appspot.com (gestito da Google) e Superfeedr.com.